# Pic de Palomer
El Pic de Palomer és una muntanya de 2.828,6 metres d'altitud del terme municipal d'Alins, a la comarca del Pallars Sobirà, al límit dels àmbits dels pobles de Tor i Àreu.
És molt al nord de Tor i a llevant d'Àreu, a migdia del Pla de Boet i del Pla de Baiau. És al sud-est del Pic de Gerri i al sud-oest del Pic d'Escorbes, a ponent de la capçalera del Barranc de Vallpeguera i a migdia de la del Barranc de la Coma de l'Orri.